# Відвальний шлак
Відвальний шлак — матеріал, що утворюється при повільному охолодженні на повітрі металургійного шлаку, що у свою чергу є побічним продуктом металургійного виробництва.

## Одержання

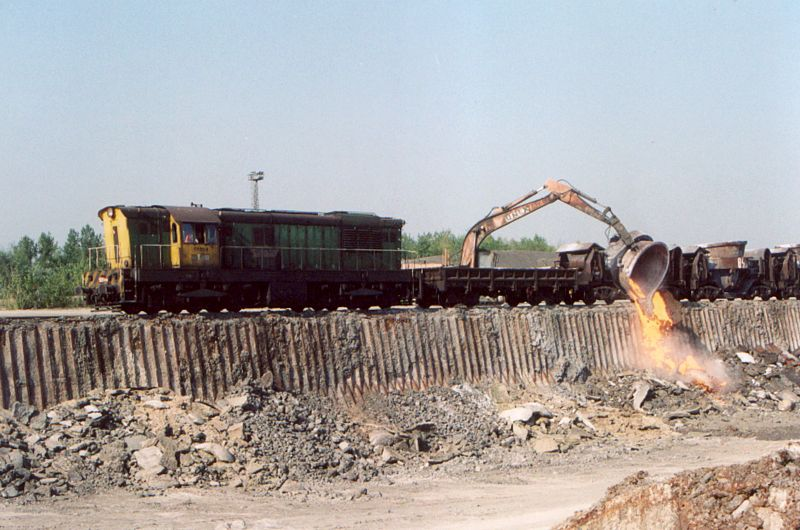
Зливання шлаку зі шлакового ковша у відвал. Острава, Чехія.

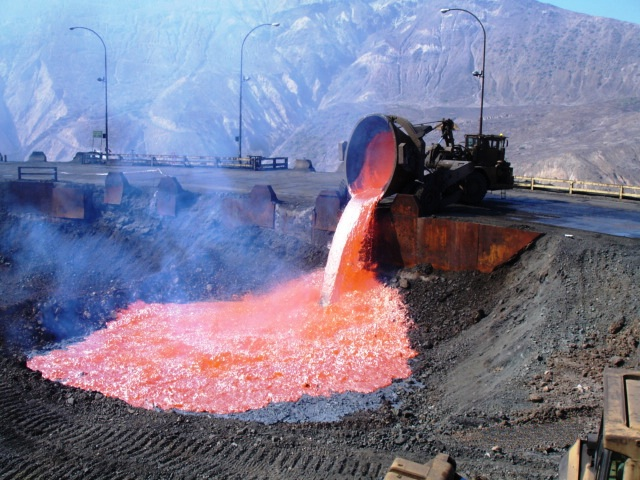
Зливання у відвал шлаку мідеплавильного заводу. Чилі.

Шлак, не придатний до грануляції, зливається у відвал, де він повільно охолоджується на повітрі. Шлаковий відвал являє собою високий природний або штучний укіс, на краях якого прокладено залізничні колії для руху шлаковозів. Шлаковози встановлюються біля укосу, шлакові ковши кантуються й рідкий шлак зливається під укіс, там шлак застигає й охолоджується.

## Властивості
Склад шлаків залежить від низки факторів, серед яких — склад вихідної шихти і коксу для доменних шлаків, марка металу, що виплавляється, і способу його виробництва для шлаків сталеплавильного виробництва і доменного виробництва. Шлаки складаються з силікатів і алюмосилікатів кальцію і магнію, феритів і алюмоферитів кальцію, алюмінатів та деяких інших мінералів.
Свіжі мартенівські шлаки складаються з темно-сірих до чорних щільних грудок з максимальним розміром до 200 мм при значній кількості — від 20 до 60 % — дрібної фракції розміром до 2 мм і пилу менше 0,2 мм. Мартенівські шлаки мають структуру повнокристалічну, нерівномірнозернисту, шпаристу. Шпари закриті, їхня форма неправильна, розмір 0,1 — 5,0 мм і більше. У хімічному складі основними складниками є CaO і SiO2.
| № п/п                                 | Вид шлаку й найменування підприємства              | Вміст компонентів у % по масі. | Вміст компонентів у % по масі. | Вміст компонентів у % по масі. | Вміст компонентів у % по масі. | Вміст компонентів у % по масі. | Вміст компонентів у % по масі. | Вміст компонентів у % по масі. | Вміст компонентів у % по масі. | Вміст компонентів у % по масі. |
| № п/п                                 | Вид шлаку й найменування підприємства              | SiO2                           | Fe2O3                          | Al2O3                          | CaO                            | MgO                            | SO3                            | S                              | MnO                            | FeO                            |
| ------------------------------------- | -------------------------------------------------- | ------------------------------ | ------------------------------ | ------------------------------ | ------------------------------ | ------------------------------ | ------------------------------ | ------------------------------ | ------------------------------ | ------------------------------ |
| 1                                     | Мартенівський «Донецьксталь-МЗ»                    | 34,0                           | 0,63                           | 9,30                           | 37,90                          | 5,91                           | не виз.                        | 2,16                           | 9,16                           | 0,94                           |
| 2                                     | Мартенівський МК «Запоріжсталь»                    | 16,96                          | 4,88                           | 3,85                           | 37,81                          | 11,94                          | 0,89                           | не виз.                        | не виз.                        | не виз.                        |
| 3                                     | Мартенівський Алчевського металургійного комбінату | 24,90                          | 10,20                          | 5,55                           | 31,42                          | 12,61                          | 1,14                           | не виз.                        | не виз.                        | не виз.                        |
| 4                                     | Доменний Єнакіївського металургійного заводу       | 38,68                          | не виз.                        | 7,21                           | 45,84                          | 5,59                           | не виз.                        | 2,00                           | 0,28                           | 0,41                           |
| 5                                     | Доменний Маріупольського металургійного комбінату  | 37,2                           | не виз.                        | 11,97                          | 42,0                           | 1,92                           | не виз.                        | 2,10                           | 5,08                           | 0,72                           |
| Примітка. «Не виз.» — не визначалося. |                                                    |                                |                                |                                |                                |                                |                                |                                |                                |                                |

## Використання

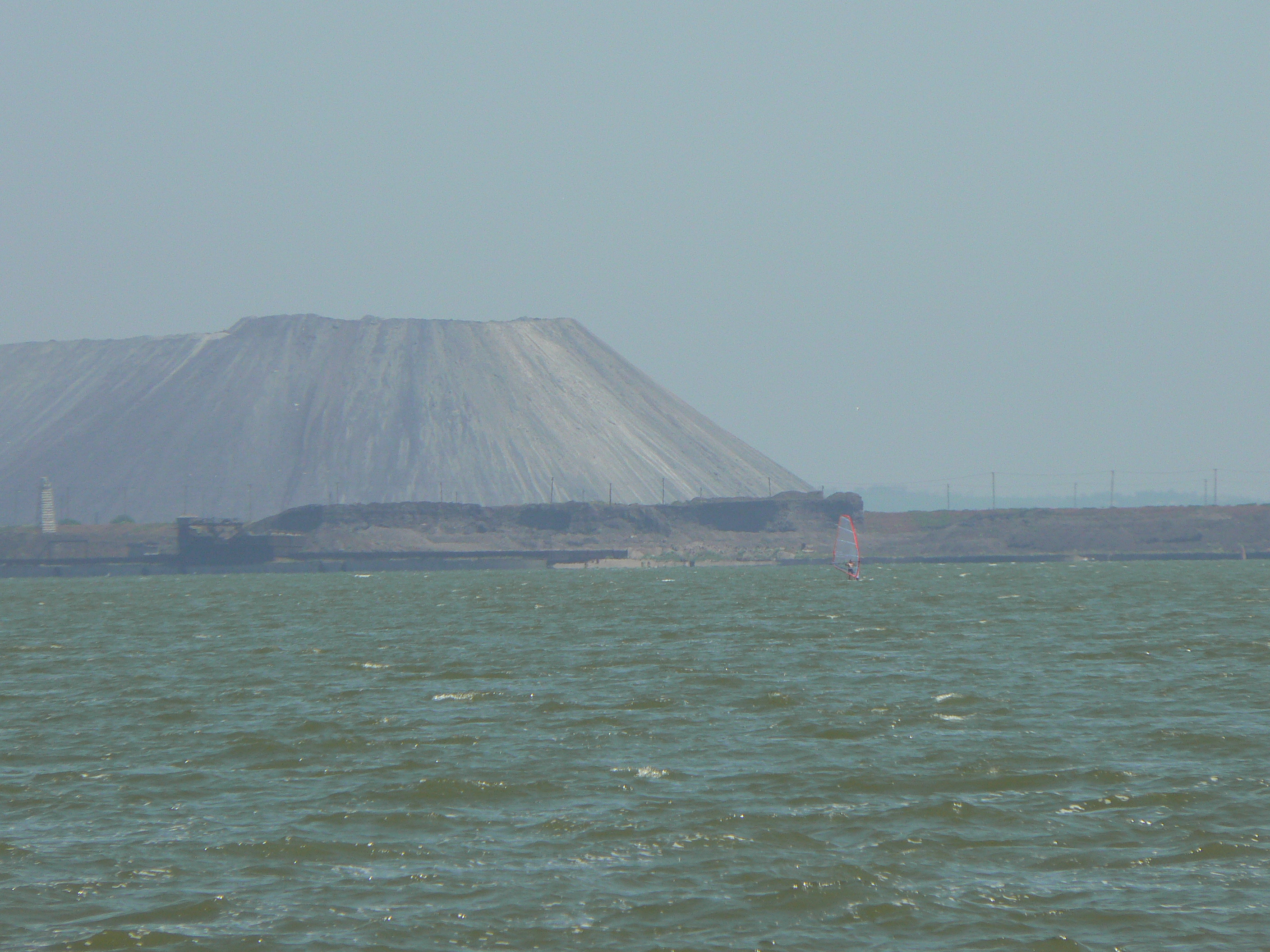
Шлаковий відвал комбінату «Азовсталь» на березі Азовського моря.

Відвальний шлак використовується як баластний матеріал при будівництві залізниць і автомобільних доріг, штучних основ під фундаменти будівель і споруд, для виготовлення різних видів цементів, бетонів.
Невикористаний відвальний шлак накопичується на шлакових відвалах.